# Toni Collette
Toni Collette (họ khai sinh: Collett, sinh ngày 1 tháng 11 năm 1972) là một nữ diễn viên người Úc. Trong sự nghiệp của mình, bà đã giành nhiều giải thưởng, bao gồm một giải Primetime Emmy, một giải Quả cầu vàng, một giải Tony và một đề cử giải Oscar.
Phim điện ảnh đầu tay của bà là Spotswood năm 1992. Năm 1994, bà có vai diễn đột phá trong phim Muriel's Wedding, qua đó giành được một đề cử giải Quả cầu vàng. Bà tiếp tục được đề cử giải Oscar cho phim kinh dị The Sixth Sense (1999), thắng hai giải BAFTA cho phim hài lãng mạn About a Boy (2002) và phim hài chính kịch Little Miss Sunshine (2006). Một số tác phẩm khác mà bà đã tham gia có thể kể tới như: Emma (1996), Velvet Goldmine (1998), The Hours (2002), Japanese Story (2003), In Her Shoes (2005), The Way, Way Back (2013), Hereditary (2018), Knives Out (2019), I'm Thinking of Ending Things (2020), Nightmare Alley (2021), Juror No. 2 (2024) và Mickey 17 (2025).

## Đời tư
Collette từng hẹn hò bạn diễn Jonathan Rhys Meyers trong phim Velvet Goldmine trong khoảng một năm (khoảng năm 1997). Năm 2002, bà gặp nhạc sĩ Dave Galafassi trong buổi ra mắt album của nhóm nhạc Gelbison mà Galafassi là thành viên. Cặp đôi kết hôn theo nghi lễ đạo Phật vào ngày 11 tháng 1 năm 2003, họ sinh được hai con. Bà chia sẻ mình là người thích đi cắm trại và thiền. Những năm 2000, gia đình sống tại Sydney sau đó chuyển tới Los Angeles, Mỹ. Năm 2019, họ quay lại Sydney. Ngày 7 tháng 12 năm 2022, Collette cho biết bà và chồng đang làm thủ tục ly hôn.